# Gai Dimanche
Pour plus de détails, voir Fiche technique et Distribution.
Gai Dimanche est un film français réalisé par Jacques Berr et Jacques Tati, sorti en 1935, interprété par Jacques Tati et le clown Rhum.

## Synopsis
Jacques Tati et le clown Rhum forment un couple de vagabonds-gentlemen qui tentent de redonner forme à leurs costumes trois pièces après avoir passé la nuit sur une bouche de métro.

## Fiche Technique
- Réalisation :  Jacques Berr et Jacques Tati
- Scénario : Jacques Tati et le clown Rhum
- Photographie : Marcel Paulis
- Musique : Michel Levine (Michel Michelet)
- Producteur : Marcel de Hubsch
- Production : Atlantic film
- Format : Noir et blanc  - Son mono - 1,37:1 - 16 mm
- Genre : Court métrage comique
- Durée : 20 min

## Interprétation
- Jacques Tati
- Le clown Rhum